# Le Sappey-en-Chartreuse
 Le Sappey-en-Chartreuse  es una localidad y comuna de Francia, en la región de Ródano-Alpes, departamento de Isère, en el distrito de Grenoble y cantón de Meylan.
Su población en el censo de 1999 era de 942 habitantes.
Está integrada en la Communauté de communes du Balcón Sud de la Chartreuse.

## Geografía
- Churut (1099 m): esta aldea fue aplastada por el derrumbamiento de una parte del Chamechaude. La parte donde la roca se desprendió se llama hoy Roca Rejiza.
- Otras aldeas que componen el pueblo son (lista no exhaustiva): Jallières, Prallières, Sagnes, Mollard, Pillonières...
- Los municipios limítrofes de Sappey-en-Chartreuse son: Sarcenas, El cuello de Puerta, Corenc.

## Demografía
Desde los años 2000, cada vez más  Grenobleses se trasladan a Sappey, en busca de un mejor marco de vida y de precio de los bienes inmuebles menos elevados que en el valle.
| 234 | 285 | 371 | 557 | 762 | 942 |
| Para los censos de 1962 a 1999 la población legal corresponde a la población sin duplicidades (Fuente: INSEE [Consultar]) |     |     |     |     |     |